# Ikole
Ikole è una città della Repubblica Federale della Nigeria appartenente allo Stato di Ekiti. È il capoluogo dell'omonima area a governo locale (local government area) che si estende su una superficie di 321 km² e conta una popolazione di 168.436 abitanti.